# 대서양청어
대서양청어(학명: Clupea harengus)는 대서양 북부에 서식하는 청어속에 딸린 바닷물고기이다. 세계에서 가장 개체 수가 많고 활발하게 소비되는 생선이며, 몸길이는 약 45cm에 몸무게는 1.1kg 정도이다.